# Shekhawati

Lokalizacja Shekhawati na mapie Indii

Shekhawati (hindi शेखावाटी, trl. Śekhāwāṭī) - półpustynny region historyczny w północno-wschodniej części indyjskiego stanu Radżastan.

## Geografia
Śekhawati obejmuje tereny wokół Dźodhpuru i na północny zachód od gór Arawali.
Region ten jest w większości pustynny i półpustynny, roczne opady wynoszą od 450 do 600 mm. Temperatury wahają się od ujemnych zimą do ponad 500C latem.

## Historia
Nazwa regionu pochodzi od imienia jego piętnastowiecznego władcy Rao Śekha.

## Język
Mieszkańcy posługują się dialektem śekhawati (około 3 milionów użytkowników), uznawanym za odmianę języka radżastani. 
Kilka przykładów:
- Kai hoyo? कै होयो? = Co się stało?
- The kai kar riya ho? थे  कै कर रिया  हो? = co robisz?
- The sidh ja riya ho? थे सिद्ध  जा  रिया  हो? = Gdzie idziesz?

## Architektura i sztuka
Władcy z dynastii Śekawatów zbudowali wiele fortów obronnych w swoich miastach. Obecnie w wielu z nich urządzono hotele.
Miasteczka regionu Śekhawati słyną również z haweli (rezydencji). W okresie XVIII - XX rodziny wielkich przemysłowców (jak Birla i Goenka)
oraz bogatych kupców marwarskich, wznosiły w tym regionie rozległe siedziby, przesadnie zdobione z zewnątrz malowidłami naściennymi.
Region Śekhawati posiada największą kolekcję fresków na świecie.

## Religia
Wśród wyznawców hinduizmu szczególnie uroczyście
obchodzone są tu święta :
- Gangaur - w miesiącu Ćajtra
- Daśahra - w miesiącu Aświna

## Miejscowości regionu Shekhawati

### Miasteczka
- Baggar
- Bissau, Rajasthan
- Chirawa
- Danta Ramgarh
- Dundlod
- Fatehpur
- Jhunjhunu
- Khandela
- Khatushyamji
- Khetri
- Laxmangarh
- Mahansar
- Mandawa
- Mukungarh
- Nawalgarh - miejsce organizacji tradycyjnego festiwalu muzyki
- Neem ka thana
- Pilani
- Ramgarh
- Salasar Balaji
- Shri Madhopur
- Sikar
- Surajgarh
- Buhana

### Znane wsie
- Dystrykt Jhunjhunu - Gudhagorji, Jhajhar, Chirana, Khirod, Sultana, Jakhal, Gura, Paunkh, Keharpura Kalan, Alsisar, Malsisar, Taen, Parasrampura
- Dystrykt Sikar - Khandela, Birodi, Divrala,  Mehroli, Khoor, Bhagatpura
- Dystrykt Churu - Sandwa, Salasar, Kanuta,Taranagar

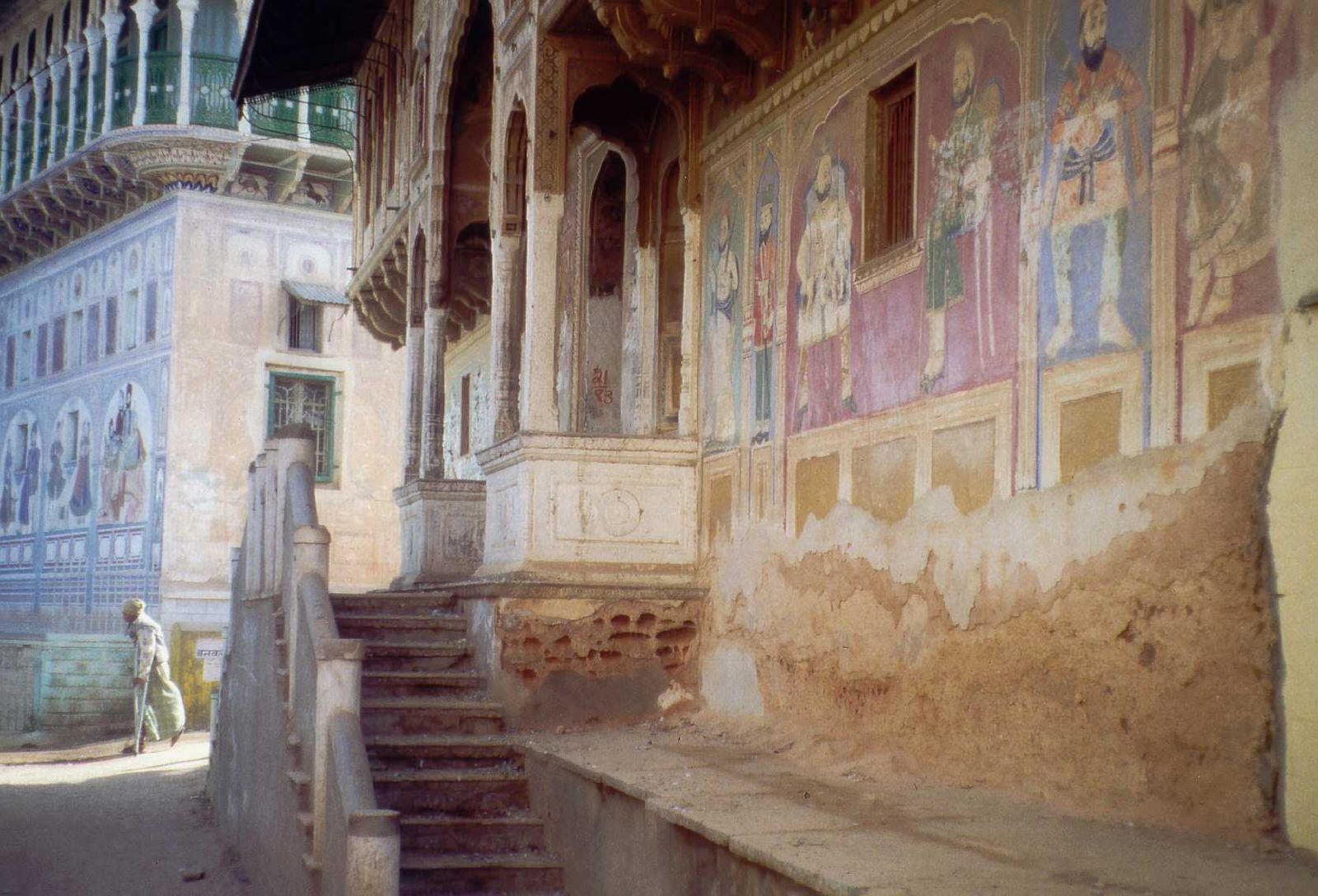
Domy w Śekhawati